# أميمة الطاهر
أميمة الطاهر ممثلة سورية من مواليد مدينة دمشق، وهي زوجة الممثل السوري رياض نحاس، كانت بدايتها الفنية في منتصف الستينات من القرن العشرين (عام 1967)، وهي إحدى أهم ممثلات جيل الستينات والسبعينات والثمانينات من القرن العشرين بالمسرح والدراما السورية، وما زالت تعمل بالمجال الفني حتى الوقت الحاضر، كما انها شاركت في عالم الإذاعة حيث سجلت العشرات من التمثيليات والحلقات الإذاعية في إذاعة دمشق، بالإضافة لمشاركتها في الدراما بأكثر من خمسين عملاً.

## عن حياتها
ولدت أميمة الطاهر ببلدة دمشق السورية، ودخلت في مجال التمثيل في منتصف الستينات من القرن العشرين، وبدأت مشوارها في المجال الفني من خلال السينما إذ شاركت في بطولة فيلم (الشاحنة) الذي صدر عام 1967، وبعدها شاركت في عدد من الأعمال المسرحية والتلفيزيونية، وكذلك في السينما والإذاعة.

### إهتمامها بالمسرح
أهتمت كثيرا بالمسرح فقدمت من الأعمال المسرحية ما يزيد عن 40 مسرحية منهم (الزوبعة، الملك هو الملك، زواج على ورقة طلاق، أبو خليل القباني، رقصة التانغو، الأشجار تموت واقفة، المفتاح، الملك العاري، موت بائع جوال، الحجارة، السيل، الفيل يا ملك الزمان).

### الدراما التلفزيونية
بدأت مشوارها مع الدراما التلفزيونية في بداية عقد الثمانيات من القرن العشرين، ومن تلك الفترة إلى والوقت الحاضر قامت بتقديم العديد من الأعمال التلفزيونية منها (طبول الحرية، وادي المسك، الأيام المتمردة، عز الدين القسام، نسيبة بنت كعب، عيلة خمس نجوم، عودة غوار، يوميات أبو الهنا).
حصلت أميمة خلف على العديد من الجوائز وشهادات التقدير من جهات عديدة، وتم تكريمها من قبل نقابة الفنانين والمؤسسة العامة للسينما والمسرح القومي وذلك عن مجموع أعمالها.

### مرضها
في عام 2010 دخلت مستشفى الأسد الجامعي بدمشق بحالٍ إسعافي، وأجرت فيها عملية قسطرة قلبية، وتبدو حالتها الصحية مستقرة بحسب الأطباء، وبهذا تغيبت أميمة الطاهر عن الأضواء منذ بضعة سنوات، وتحديداً منذ مشاركتها في مسلسل «أهل الراية» عام 2010 بسبب الوعكة الصحية التي لا تسمح لها بالعمل.

## من أعمالها

### المسلسلات
- غداً يوم آخر 1970
- امرأة تسكن وحدها 1971
- بريمو 1973
- صح النوم 1974
- الأحمر والأبيض والأسود 1976
- فوزية 1977
- العم معروف 1978
- الحكاية الثانية من سيرة بني هلال: الأميرة الخضراء 1978
- فارس من الجنوب 1979
- طبول الحرية 1981
- عز الدين القسام 1981
- وادي المسك 1982
- الحريق 1988
- العروس 1992
- عائلتي 1993
- عيلة 5 نجوم 1994
- أحلام أبو الهنا 1995
- المرحون 1997
- مذكرات عائلة 1998
- النصابون 1998
- عودة غوار (الأصدقاء) 1999
- الانهيار 1999
- الأيام المتمردة 2000
- عصي الدمع 2005
- الشمس تشرق من جديد 2006
- لورنس العرب 2008
- أهل الراية 2008
- أهل الراية (ج2) 2010

### المسرحيات
- الزوبعة
- الملك هو الملك
- زواج على ورقة طلاق
- أبو خليل القباني
- رقصة التانغو
- الأشجار تموت واقفة
- المفتاح
- الملك العاري
- موت بائع جوال
- الحجارة
- السيل
- الفيل يا ملك الزمان

### الأفلام
- الشاحنة 1967
- الشرخ 2000